# Ferenc Kósa
Ferenc Kósa (Nyíregyháza, 21 novembre 1937 – Budapest, 12 dicembre 2018) è stato un regista e sceneggiatore ungherese.

## Biografia
Ha diretto tredici film tra il 1961 e il 1988. Ha vinto il Prix de la mise en scène al Festival di Cannes 1967 con Diecimila soli (Tízezer nap). Nel 1973 ha diretto Fuori del tempo (Nincs idö).